# Fluieratul în Insula La Gomera

Insula La Gomera din Insulele Canare.

Fluieratul în Insula La Gomera servește ca mijloc de comunicare la distanță între unii dintre locuitorii din La Gomera (insulele Canare), pentru a comunica peste ravene (râpi). Fluierul transformă sunetele vocalizate din orice limbaj natural în fluierături tonale ușor de recunoscut de la distanță. După dispariția limbii originare guanche, în prezent se codifică, de obicei, limba spaniolă.

## Istoric
Fluieratul ca limbaj a fost creat de către primii locuitori ai insulei, aborigenii din insulele Canare, și "vorbit", de asemenea, în El Hierro, Tenerife și Gran Canaria. În secolul al XVI-lea, după cucerirea Insulelor Canare, ultimii guanches au adaptat fluieratul la limba spaniolă — în timp ce în limba originală, limba guanche, s-a stins.
Din cauza pericolului dispariției fluieratului ca limbaj, la începutul secolului al XXI-lea, practic din cauza progresului comunicațiilor și mai ales din cauza dispariției unor activități precum pășunatul, în care se folosea cel mai mult, Guvernul din Canare a prevăzut învățarea fluieratului în școală, și l-a declarat patrimoniu etnografic al insulelor Canare, în 1999. La 30 septembrie 2009, fluieratul din Insula Gomera, a fost înscris de Unesco în Lista reprezentativă a Patrimoniului Cultural Imaterial al Umanității, datorită, în bună parte, eforturilor depuse de guvernul din insulele Canare. Isidro Ortiz Muñoz a predat cursuri de fluierat gomero în școlile de pe insulă.

## Cercetare
Conform studiilor lui Ramón Trujillo Carreño limba fluierată are șase sunete, două dintre ele se numesc vocale, iar celelalte patru consoane, și se poate exprima mai mult de 4.000 de concepte (cuvinte). Potrivit altor cercetări, cum ar fi cele ale lui Classe (1957), în producerea sunetelor, ale lui Meyer, Meunier, Dentel (2007), în perceperea lor, și Diaz Reyes (2008) în ambele, ''los silbadores'' (fluierătorii) și, de asemenea, ''los non-silbadores'' (nefluierătorii) identifică în mod clar 4 vocale fluierate distincte: /i/, /e/, /a/, /o/. Nu există diferență, totuși, între /o/ și /u/ în fluieratul din Gomera; de fapt, cele două vocale se confundă în spaniola din Gomera. Așa cum se întâmplă în alte forme fluierate de limbaje tonale, fluieratul gomero funcționează păstrând în același timp aproximativ modul de articulare a vorbirii obișnuite, astfel că "variațiile de timbru în vorbire apar ca variații ale tonului" (Busnel și Classe). Vocalele sunt indicate cu tonuri plane.
În 2005 a apărut un studiu realizat de cercetatorii de la Universitatea din La Laguna, în care se arată că vorbitorii acestui limbaj procesează comunicarea în creierul lor în același fel ca într-o limbă vorbită. Au fost studiați vorbitori de spaniola castiliană, dintre care unii "vorbeau" fluierând, în timp ce alții nu, și monitorizându-se activitatea creierului lor cu tehnici de imagistică prin rezonanță magnetică s-a constatat că subiecții care nu vorbesc fluierând, procesează fluieratul ca fluierat, în timp ce vorbitorii care comunicau fluierând procesau folosind aceleași zone lingvistice ale creierului folosite pentru procesarea de fraze în limba spaniolă.

### Interesul pentru xenolingvistică
Fluieratul din Gomera a fost considerat de interes de către Dr. Lawrence Doyle Arhivat în 10 noiembrie 2016, la Wayback Machine. de la SETI Institute în studiul limbajelor animalelor și ipotetice limbi extraterestre, datorită capacității sale de a codifica în mod natural limbajul